# Liga Femenina de baloncesto 2015-16
La Liga Femenina de Baloncesto de España 2015-16 fue la 53.ª temporada de dicha competición. La fase regular se inició el 26 de septiembre de 2015 y acabó el 26 de marzo de 2016. Los playoffs empezaron el 30 de marzo y acabaron el 23 de abril.

## Clubes participantes
Al finalizar de la temporada 2014-2015, los dos últimos clubes de la competición, a quien correspondía descender fueron Campus Promete y CB Al-Qazeres Extremadura. Por su parte, obtuvieron plaza de ascenso desde Liga Femenina 2 los clubs CREF ¡Hola! y Plenilunio Distrito Olímpico. Sin embargo, solo el primero consiguió reunir los requisitos de inscripción, por lo que se repescó a Campus Promete. Asimismo, al renunciar Rivas Ecópolis a su plaza por motivos económicos, se ofreció su plaza a CB Al-Qazeres Extremadura, aunque este declinó inscribirse. La Federación Española de Baloncesto dio un plazo adicional para completar la liga con equipos pares, que se completó con el Iraurgi Saski Baloia.
| Equipo                           | Ciudad          | Posición 2014-2015            |
| -------------------------------- | --------------- | ----------------------------- |
| Spar Citylift Girona             | Gerona          | Campeón                       |
| Perfumerías Avenida              | Salamanca       | Subcampeón                    |
| CB Conquero Huelva Wagen         | Huelva          | 3º                            |
| Cadí La Seu                      | Seo de Urgel    | 4º                            |
| Embutidos Pajariel Bembibre PDM  | Bembibre        | 5º                            |
| Gernika Bizkaia                  | Guernica y Luno | 6º                            |
| Quesos El Pastor de la Polvorosa | Zamora          | 8º                            |
| IDK Gipuzkoa                     | San Sebastián   | 9º                            |
| Spar Gran Canaria                | Las Palmas      | 10º                           |
| Star Center-Uni Ferrol           | Ferrol          | 11º                           |
| Mann-Filter                      | Zaragoza        | 12º                           |
| Campus Promete                   | Logroño         | 13º                           |
| CREF ¡HOLA!                      | Madrid          | Campeón LF2                   |
| Añares Rioja ISB                 | Azpeitia        | Campeón fase de ascenso a LF2 |

## Formato de competición
Los 14 equipos juegan todos contra todos a doble vuelta. Los tres primeros equipos clasificados al final de la primera vuelta junto con el anfitrión juegan la Copa de la Reina. Si el anfitrión termina entre los tres primeros, el cuarto clasificado de la liga la jugará también.
Al finalizar la temporada regular, los cuatro primeros equipos se clasifican para playoffs, jugando semifinales y final al mejor de tres partidos. Los dos últimos equipos clasificados descienden a Liga Femenina 2.
El campeón de liga, el campeón de copa y el primer equipo clasificado al final de la temporada regular tienen garantizada su participación en competiciones europeas para la temporada 2016-2017.
El campeón de liga y el campeón de copa (o el subcampeón de copa si los dos primeros coinciden), disputan la Supercopa de España de la siguiente temporada.

## Clasificación

### Clasificación de la liga regular
| Pos. | Equipo                           | P.J. | P.G. | P.P. | P.F. | P.C. | Dif. | Pts. |
| ---- | -------------------------------- | ---- | ---- | ---- | ---- | ---- | ---- | ---- |
| 1    | Perfumerías Avenida              | 23   | 22   | 1    | 1775 | 1316 | +459 | 45   |
| 2    | CB Conquero Huelva Wagen         | 23   | 18   | 5    | 1705 | 1522 | +183 | 41   |
| 3    | Mann-Filter                      | 23   | 15   | 8    | 1605 | 1481 | +124 | 38   |
| 4    | Spar Citylift Girona             | 23   | 15   | 8    | 1558 | 1423 | +135 | 38   |
| 5    | Cadí La Seu                      | 23   | 14   | 9    | 1611 | 1429 | +182 | 37   |
| 6    | Gernika Bizkaia                  | 23   | 13   | 10   | 1653 | 1536 | +117 | 36   |
| 7    | Embutidos Pajariel Bembibre      | 23   | 11   | 12   | 1465 | 1574 | -109 | 34   |
| 8    | Quesos El Pastor de la Polvorosa | 23   | 10   | 13   | 1538 | 1541 | -3   | 33   |
| 9    | Star Center-Uni Ferrol           | 23   | 10   | 13   | 1454 | 1559 | -105 | 33   |
| 10   | IDK Gipuzkoa                     | 23   | 9    | 14   | 1437 | 1479 | -42  | 32   |
| 11   | CREF ¡Hola!                      | 23   | 8    | 15   | 1522 | 1643 | -121 | 31   |
| 12   | Campus Promete                   | 23   | 8    | 15   | 1549 | 1662 | -113 | 31   |
| 13   | Spar Gran Canaria                | 23   | 6    | 17   | 1520 | 1690 | -170 | 29   |
| 14   | Añares Rioja ISB                 | 23   | 2    | 21   | 1344 | 1881 | -537 | 25   |

### Tabla de resultados cruzados
| Local \ Visitante                | ISB   | CAD   | PRO    | CON   | CRE   | BEM   | GER   | IDK   | CAS   | AVE    | ZAM   | GIR   | GCA   | FER   |
| -------------------------------- | ----- | ----- | ------ | ----- | ----- | ----- | ----- | ----- | ----- | ------ | ----- | ----- | ----- | ----- |
| Añares Rioja ISB                 | —     | 53–90 | 62–75  | 70–80 | 49–78 | 76–87 | 63–84 | 69–94 | 68–79 | 44–77  | 63–72 | 43–86 | 67–74 | 65–60 |
| Cadí La Seu                      | 89–48 | —     | 85–69  | 68–75 | 73–64 | 80–51 | 54–65 | 81–56 | 66–64 | 55–67  | 77–41 | 51–66 | 94–69 | 91–60 |
| Campus Promete                   | 74–38 | 65–66 | —      | 69–67 | 64–86 | 55–61 | 62–74 | 50–55 | 77–68 | 46–67  | 69–77 | 69–92 | 71–57 | 77–73 |
| CB Conquero Huelva-Wagen         | 78–68 | 53–69 | 95–80  | —     | 81–64 | 67–51 | 76–67 | 82–72 | 66–91 | 69–47  | 77–64 | 76–68 | 89–65 | 84–63 |
| CREF ¡HOLA!                      | 77–53 | 48–71 | 68–81  | 69–72 | —     | 88–85 | 50–88 | 42–61 | 61–77 | 48–102 | 97–77 | 56–58 | 65–76 | 80–74 |
| Embutidos Pajariel Bembibre PDM  | 81–82 | 62–58 | 67–65  | 56–79 | 55–65 | —     | 81–64 | 72–65 | 54–63 | 50–70  | 49–48 | 57–62 | 66–60 | 58–66 |
| Gernika Bizkaia                  | 97–58 | 60–71 | 71–66  | 80–65 | 73–62 | 81–51 | —     | 79–68 | 78–72 | 72–80  | 66–70 | 63–71 | 69–67 | 76–61 |
| IDK Gipuzkoa                     | 75–53 | 77–66 | 77–68  | 45–60 | 61–63 | 50–57 | 57–62 | —     | 61–62 | 60–78  | 56–64 | 58–67 | 63–61 | 55–65 |
| Mann-Filter                      | 92–62 | 55–48 | 100–46 | 71–80 | 67–55 | 84–67 | 76–75 | 55–62 | —     | 58–71  | 77–63 | 60–80 | 73–69 | 72–57 |
| Perfumerías Avenida              | 94–36 | 77–57 | 67–60  | 66–59 | 82–66 | 75–59 | 67–56 | 83–56 | 76–56 | —      | 83–75 | 74–51 | 72–60 | 84–59 |
| Quesos El Pastor de la Polvorosa | 87–56 | 52–46 | 75–65  | 72–77 | 64–69 | 83–56 | 65–74 | 48–55 | 77–64 | 57–92  | —     | 58–75 | 67–71 | 70–53 |
| Spar CityLift Girona             | 67–45 | 68–69 | 74–64  | 71–63 | 67–69 | 62–72 | 75–68 | 59–73 | 54–59 | 80–90  | 68–65 | —     | 93–70 | 68–43 |
| Spar Gran Canaria                | 95–64 | 70–79 | 71–81  | 88–72 | 55–83 | 63–68 | 75–85 | 48–75 | 55–62 | 66–99  | 52–69 | 73–67 | —     | 79–63 |
| Star Center-Uni Ferrol           | 76–73 | 81–87 | 65–61  | 75–79 | 70–63 | 66–60 | 71–58 | 67–48 | 53–62 | 66–79  | 65–58 | 55–62 | 68–56 | —     |

### Evolución en la clasificación
La tabla muestra las posiciones de cada equipo al término de cada jornada. 
| Equipo ╲ Jornada                 | 1                | 2  | 3  | 4  | 5  | 6  | 7  | 8  | 9  | 10 | 11 | 12 | 13 | 14 | 15 | 16 | 17 | 18 | 19 | 20 | 21 | 22 | 23 | 24 | 25 | 26 |    |
| -------------------------------- | ---------------- | -- | -- | -- | -- | -- | -- | -- | -- | -- | -- | -- | -- | -- | -- | -- | -- | -- | -- | -- | -- | -- | -- | -- | -- | -- | -- |
| Equipo ╲ Jornada                 | Añares Rioja ISB | 12 | 14 | 14 | 14 | 14 | 14 | 14 | 14 | 14 | 14 | 14 | 14 | 14 | 14 | 14 | 14 | 14 | 14 | 14 | 14 | 14 | 14 | 14 | 14 | 14 | 14 |
| Cadí La Seu                      | 10               | 13 | 10 | 11 | 8  | 6  | 7  | 9  | 7  | 7  | 7  | 7  | 6  | 6  | 6  | 6  | 5  | 5  | 5  | 3  | 5  | 3  | 5  | 5  | 5  | 5  |    |
| Campus Promete                   | 9                | 12 | 13 | 12 | 12 | 10 | 8  | 6  | 8  | 8  | 9  | 10 | 12 | 10 | 12 | 12 | 12 | 13 | 12 | 12 | 12 | 12 | 12 | 12 | 12 | 12 |    |
| CB Conquero Huelva-Wagen         | 1                | 2  | 6  | 10 | 6  | 4  | 4  | 4  | 3  | 3  | 3  | 3  | 2  | 3  | 2  | 2  | 2  | 2  | 2  | 2  | 2  | 2  | 2  | 2  | 2  | 2  |    |
| C.R.E.F. ¡HOLA!                  | 7                | 7  | 11 | 8  | 5  | 8  | 9  | 12 | 12 | 9  | 8  | 8  | 8  | 9  | 10 | 10 | 10 | 10 | 11 | 11 | 11 | 11 | 11 | 11 | 9  | 7  |    |
| Embutidos Pajariel Bembibre PDM  | 5                | 3  | 1  | 4  | 4  | 5  | 6  | 5  | 5  | 4  | 6  | 6  | 7  | 7  | 7  | 7  | 8  | 7  | 7  | 7  | 7  | 9  | 7  | 7  | 7  | 8  |    |
| Gernika Bizkaia                  | 4                | 8  | 7  | 3  | 3  | 3  | 3  | 3  | 4  | 6  | 5  | 5  | 4  | 4  | 5  | 5  | 6  | 6  | 6  | 6  | 6  | 6  | 6  | 6  | 6  | 6  |    |
| IDK Gipuzkoa                     | 13               | 5  | 9  | 7  | 10 | 12 | 12 | 10 | 10 | 11 | 12 | 11 | 9  | 8  | 8  | 9  | 9  | 9  | 9  | 10 | 10 | 10 | 10 | 10 | 11 | 10 |    |
| Mann-Filter                      | 11               | 4  | 2  | 6  | 9  | 7  | 5  | 7  | 6  | 5  | 4  | 4  | 5  | 5  | 3  | 3  | 3  | 4  | 3  | 4  | 3  | 4  | 3  | 3  | 4  | 4  |    |
| Perfumerías Avenida              | 14               | 9  | 5  | 2  | 2  | 1  | 1  | 1  | 1  | 1  | 1  | 1  | 1  | 1  | 1  | 1  | 1  | 1  | 1  | 1  | 1  | 1  | 1  | 1  | 1  | 1  |    |
| Quesos El Pastor de la Polvorosa | 2                | 1  | 3  | 9  | 11 | 11 | 10 | 11 | 11 | 12 | 13 | 12 | 10 | 12 | 11 | 11 | 11 | 12 | 10 | 9  | 8  | 8  | 8  | 8  | 10 | 9  |    |
| Spar CityLift Girona             | 8                | 6  | 4  | 1  | 1  | 2  | 2  | 2  | 2  | 2  | 2  | 2  | 3  | 2  | 4  | 4  | 4  | 3  | 4  | 5  | 4  | 5  | 4  | 4  | 3  | 3  |    |
| Spar Gran Canaria                | 3                | 11 | 12 | 13 | 13 | 13 | 13 | 13 | 13 | 13 | 10 | 13 | 13 | 11 | 13 | 13 | 13 | 11 | 13 | 13 | 13 | 13 | 13 | 13 | 13 | 13 |    |
| Star Center-Uni Ferrol           | 6                | 10 | 8  | 5  | 7  | 9  | 11 | 8  | 9  | 10 | 11 | 9  | 11 | 13 | 9  | 8  | 7  | 8  | 8  | 8  | 9  | 7  | 9  | 9  | 8  | 11 |    |

## Play Off por el título
|  | Semifinales Al mejor de 3 partidos | Semifinales Al mejor de 3 partidos | Semifinales Al mejor de 3 partidos |                      |   | Final Al mejor de 3 partidos | Final Al mejor de 3 partidos | Final Al mejor de 3 partidos |  |
|  |                                    |                                    |                                    |                      |   |                              |                              |                              |  |
|  |                                    |                                    |                                    |                      |   |                              |                              |                              |  |
|  | 1                                  | Perfumerías Avenida                | 2                                  |                      |   |                              |                              |                              |  |
|  | 1                                  | Perfumerías Avenida                | 2                                  |                      |   |                              |                              |                              |  |
|  | 4                                  | Mann-Filter                        | 0                                  |                      |   |                              |                              |                              |  |
|  | 4                                  | Mann-Filter                        | 0                                  |                      | 1 | Perfumerías Avenida          | 2                            |                              |  |
|  |                                    |                                    |                                    |                      | 1 | Perfumerías Avenida          | 2                            |                              |  |
|  |                                    |                                    | 3                                  | Spar Citylift Girona | 1 |                              |                              |                              |  |
|  | 2                                  | CB Conquero Huelva-Wagen           | 3                                  | Spar Citylift Girona | 1 | 0                            |                              |                              |  |
|  | 2                                  | CB Conquero Huelva-Wagen           |                                    |                      |   | 0                            |                              |                              |  |
|  | 3                                  | Spar Citylift Girona               | 2                                  |                      |   |                              |                              |                              |  |
|  | 3                                  | Spar Citylift Girona               | 2                                  |                      |   |                              |                              |                              |  |
|  |                                    |                                    |                                    |                      |   |                              |                              |                              |  |

### Semifinales
| Equipo 1                     | Series | Equipo 2                 | 1.er partido | 2.º partido | 3.er partido |
| ---------------------------- | ------ | ------------------------ | ------------ | ----------- | ------------ |
| (1) Perfumerías Avenida      | 2–0    | Mann-Filter (4)          | 78–55        | 88–63       | —            |
| (2) CB Conquero-Huelva Wagen | 0–2    | Spar CityLift Girona (3) | 72–79        | 71–81       | —            |

Partido 1
| 30 de marzo de 2016                     | Perfumerías Avenida                                               | 78–55                                 | Mann-Filter                                                    | Salamanca                                                                                     |  |  |
| 20:30                                   | Parciales: 29–13, 19–13, 16–16, 14–13                             | Parciales: 29–13, 19–13, 16–16, 14–13 | Parciales: 29–13, 19–13, 16–16, 14–13                          |                                                                                               |  |  |
|                                         | Estadísticas Rodríguez, Beard 15 Ndour 8 Rodríguez 4 Rodríguez 23 | Reporte Pts Reb Asts Val              | Estadísticas 16 Ferrari 5 Ocete 4 Ocete 11 Lo Sylla, Liepkalne | Pabellón: Pabellón municipal de Würzburg Árbitros: José Antonio Pagán Baro Arnau Padrós Feliu |  |  |
| Perfumerías Avenida lidera la serie 1-0 |                                                                   |                                       |                                                                |                                                                                               |  |  |
|                                         |                                                                   |                                       |                                                                |                                                                                               |  |  |

| 30 de marzo de 2016                      | CB Conquero-Huelva Wagen                         | 72–79                                 | Spar CityLift Girona                               | Huelva |  |  |
| 21:00                                    | Parciales: 16–18, 20–13, 20–19, 16–29            | Parciales: 16–18, 20–13, 20–19, 16–29 | Parciales: 16–18, 20–13, 20–19, 16–29              | |  |  |
|                                          | Estadísticas Peters 22 Elonu 14 Neves 8 Elonu 29 | Reporte Pts Reb Asts Val              | Estadísticas 29 Ibekwe 14 Ibekwe 5 Lucas 32 Ibekwe | Pabellón: Polideportivo Municipal Andrés Estrada Árbitros: Ángel de Lucas de Lucas Esperanza Mendoza Holgado |  |  |
| Spar CityLift Girona lidera la serie 1-0 |                                                  |                                       |                                                    | |  |  |
|                                          |                                                  |                                       |                                                    | |  |  |

Partido 2
| 3 de abril de 2016                    | Mann-Filter                                         | 63–88                                | Perfumerías Avenida                                              | Zaragoza                                                                                                   |  |  |
| 12:00                                 | Parciales: 16–18, 16–23, 9–17, 22–30                | Parciales: 16–18, 16–23, 9–17, 22–30 | Parciales: 16–18, 16–23, 9–17, 22–30                             | |  |  |
|                                       | Estadísticas Ferrari 23 Pascua 13 Ocete 5 Pascua 20 | Reporte Pts Reb Asts Val             | Estadísticas 17 Mărginean 9 Ndour 5 Domínguez 17 Kobryn, Gemelos | Pabellón: Pabellón Eduardo Lastrada Árbitros: Juan Manuel Uruñuela Uruñuela Cristian José García Rodríguez |  |  |
| Perfumerías Avenida gana la serie 2-0 |                                                     |                                      |                                                                  | |  |  |
|                                       |                                                     |                                      |                                                                  | |  |  |

| 3 de abril de 2016                     | Spar CityLift Girona                                           | 81–71                                 | CB Conquero-Huelva Wagen                                | Gerona |  |  |
| 19:00                                  | Parciales: 26–12, 21–23, 19–16, 15–20                          | Parciales: 26–12, 21–23, 19–16, 15–20 | Parciales: 26–12, 21–23, 19–16, 15–20                   | |  |  |
|                                        | Estadísticas Givens, Ibekwe 18 Coulibaly 5 Jordana 5 Givens 19 | Reporte Pts Reb Asts Val              | Estadísticas 20 Elonu 8 Elonu, Caldwell 5 Buch 22 Elonu | Pabellón: Pabellón municipal Gerona-Fontajau Árbitros: José María Terreros San Miguel Javier Torres Sánchez |  |  |
| Spar CityLift Girona gana la serie 2-0 |                                                                |                                       |                                                         | |  |  |
|                                        |                                                                |                                       |                                                         | |  |  |

### Final
| Equipo 1                | Series | Equipo 2                 | 1.er partido | 2.º partido | 3.er partido |
| ----------------------- | ------ | ------------------------ | ------------ | ----------- | ------------ |
| (1) Perfumerías Avenida | 2–1    | Spar CityLift Girona (3) | 72–60        | 75–81 (OT)  | 60–57        |

| 13 de abril de 2016                     | Perfumerías Avenida                                    | 72–60                                | Spar CityLift Girona                                       | Salamanca                                                                                 |  |  |
| 20:30                                   | Parciales: 15–20, 17–20, 14–15, 26–5                   | Parciales: 15–20, 17–20, 14–15, 26–5 | Parciales: 15–20, 17–20, 14–15, 26–5                       |                                                                                           |  |  |
|                                         | Estadísticas Domínguez 16 Beard 5 Domínguez 5 Beard 17 | Reporte Pts Reb Asts Val             | Estadísticas 21 Givens 14 Coulibaly 2 Jordana 21 Coulibaly | Pabellón: Pabellón municipal de Würzburg Árbitros: Germán Morales Ruiz Daniel Pazos Pazos |  |  |
| Perfumerías Avenida lidera la serie 1-0 |                                                        |                                      |                                                            |                                                                                           |  |  |
|                                         |                                                        |                                      |                                                            |                                                                                           |  |  |

| 2016               | Spar CityLift Girona                                 | 81–75 (OT)                                         | Perfumerías Avenida                                    | Gerona                                                                                            |  |  |
| 20:00              | Parciales: 13–20, 22–16, 19–13, 14–19 (T.E.: 13–7)   | Parciales: 13–20, 22–16, 19–13, 14–19 (T.E.: 13–7) | Parciales: 13–20, 22–16, 19–13, 14–19 (T.E.: 13–7)     |                                                                                                   |  |  |
|                    | Estadísticas Givens 26 Spanou 16 Jordana 6 Givens 31 | Reporte Pts Reb Asts Val                           | Estadísticas 19 Gidden 11 Gidden 5 Domínguez 24 Gidden | Pabellón: Pabellón municipal Gerona-Fontajau Árbitros: Ángel de Lucas de Lucas Susana Gómez López |  |  |
| Serie empatada 1-1 |                                                      |                                                    |                                                        |                                                                                                   |  |  |
|                    |                                                      |                                                    |                                                        |                                                                                                   |  |  |

| 23 de abril de 2016                   | Perfumerías Avenida                                       | 60–57                                | Spar CityLift Girona                                          | Salamanca                                                                                           |  |  |
| 19:00                                 | Parciales: 24–8, 14–16, 11–16, 11–17                      | Parciales: 24–8, 14–16, 11–16, 11–17 | Parciales: 24–8, 14–16, 11–16, 11–17                          | |  |  |
|                                       | Estadísticas Beard, Ndour 12 Ndour 7 Domínguez 7 Beard 18 | Reporte Pts Reb Asts Val             | Estadísticas 15 Coulibaly 11 Coulibaly 6 Jordana 20 Coulibaly | Pabellón: Pabellón municipal de Würzburg Árbitros: Juan Manuel Uruñuela Uruñuela Jorge Muñoz García |  |  |
| Perfumerías Avenida gana la serie 2-1 |                                                           |                                      |                                                               | |  |  |
|                                       |                                                           |                                      |                                                               | |  |  |

## Postemporada
- Campeonas de la Liga Femenina 2015-16: Perfumerías Avenida (4º título).
- Campeonas de la Copa de la Reina 2016: Conquero Huelva Wagen (1er título).
- Campeonas de la Supercopa 2015: Spar Citylift Girona (1er título).
- Clasificadas para Euroliga 2016-17: Perfumerías Avenida y Conquero Huelva Wagen (fase clasificatoria).
- Clasificadas para Eurocup 2016-17: Spar Citylift Girona.
- Descendidas a Liga Femenina 2 2016-17:  Añares Rioja ISB y Conquero Huelva Wagen (inadmitido por la FEB).[2]
- Ascendidas de Liga Femenina 2 2015-16:  CB Al-Qázeres Extremadura y Lacturale Araski.